# Come Over When You’re Sober, Pt. 1
| Оценки критиков | Оценки критиков |
| Источник        | Оценка          |
| --------------- | --------------- |
| The Needle Drop | Неблагоприятная |
| Pitchfork       | (7.3/10)        |

Come Over When You're Sober, Pt. 1 (сокращенно COWYS, с англ. — «Приходи, когда протрезвеешь, часть 1») — дебютный студийный альбом американского рэпера Lil Peep и при этом единственный выпущенный при жизни. Он был выпущен 15 августа 2017 года на лейблах AUTNMY и AWAL. В поддержку альбома были выпущены четыре сингла: «Benz Truck (Гелик)», «The Brightside», «Awful Things» и «Save That Shit». Lil Peep умер ровно через 3 месяца после выхода альбома.
Осенний тур «Come Over When You’re Sober» в поддержку альбома начался 2 октября и должен был закончиться 16 ноября 2017 года, однако 15 ноября музыкант умер.
После смерти Lil Peep, Come Over When You're Sober, Pt. 1 достиг 38-го места в американском чарте Billboard 200.

## История
В 2017 году Lil Peep решил покинуть свой дом в Лос-Анджелесе, штат Калифорния. Основным вариантом был его родной город Лонг-Бич, Нью-Йорк, но вместо этого Lil Peep решил переехать в Лондон, Англия, используя свое шведское гражданство и паспорт, чтобы остаться. В Лондоне руководство Lil Peep, First Access Entertainment, с которым у него был подписан договор с июня 2016 года, помогло Lil Peep со сбором домашней студии.

## Коммерческий успех
После релиза Come Over When You're Sober, Pt. 1 альбом дебютировал только в одной стране - Чешской Республике 22 августа 2017 года. После смерти Lil Peep Come Over When You're Sober, Pt. 1 вошел в Billboard 200 на 168 позицию и продался в 16.000 единиц, эквивалентных альбому, на следующей неделе достигнув 38 позицию.

## Продолжение альбома
После смерти Lil Peep его продюсер Smokeasac поделился, что у Lil Peep имелся неизданный материал, созданный для возможного продолжения альбома под названием Come Over When You’re Sober, Pt. 2. Вскоре после смерти Lil Peep Smokeasac написал в Твиттере, что он и Lil Peep сделали «красивую музыку» в течение 2017 года и что у него все ещё есть неизданная музыка Lil Peep.
В феврале 2018 года Smokeasac подтвердил в Твиттере, что альбом будет выпущен, однако когда «придет время».
Первоначально, вскоре после того, как рекламный тур Lil Peep для альбома должен был завершиться, он объявил в Твиттере, что выпустит мини-альбом под названием Goth Angel Sinner, состоящий из трёх песен («Moving On», «Belgium» и «When I Lie»), спродюсированных Fish Narc. Columbia Records позже приобрела неизданный материал Lil Peep, в том числе мини-альбом, хотя демо-версия мини-альбом просочилась в сеть 30 октября.

## Список треков
| №                   | Название                               | Автор(ы)                                                                                                  | Продюсеры           | Длительность |
| ------------------- | -------------------------------------- | --- | ------------------- | ------------ |
| 1.                  | «Benz Truck (Гелик)»                   | Густав Ар Джордж Астасио Джейсон Пебворт Джон Шейв Robert Cavallo Дилан Маллен Хуан Альдерете де ла Пенья | Smokeasac           | 2:40         |
| 2.                  | «Save That Shit»                       | Ар Маллен Астасио Пебворт Шейв Майкл Блэкберн                                                             | Smokeasac IIVI      | 3:52         |
| 3.                  | «Awful Things» (совместно с Lil Tracy) | Ар Маллен Астасио Пебворт Шейв Блэкберн Джаз Батлер                                                       | Smokeasac IIVI      | 3:34         |
| 4.                  | «U Said»                               | Ар Астасио Пебворт Шейв Маллен                                                                            | Smokeasac IIVI      | 3:44         |
| 5.                  | «Better Off (Dying)»                   | Ар Маллен Астасио Пебворт Шейв Блэкберн                                                                   | Smokeasac IIVI      | 2:35         |
| 6.                  | «The Brightside»                       | Ар Маллен Астасио Пебворт Шейв Блэкберн                                                                   | Smokeasac           | 3:36         |
| 7.                  | «Problems»                             | Ар Астасио Пебворт Шейв Маллен                                                                            | Smokeasac IIVI      | 3:29         |
| Общая длительность: | Общая длительность:                    | Общая длительность:                                                                                       | Общая длительность: | 23:30        |

## Чарты
| Чарт (2017)                            | Высшая позиция |
| -------------------------------------- | -------------- |
| Австрия (Ö3 Austria)                   | 54             |
| Бельгия/Фландрия (Ultratop)            | 93             |
| Бельгия/Валлония (Ultratop)            | 176            |
| Канада (Canadian Albums Chart)         | 34             |
| Чехия (ČNS IFPI)                       | 56             |
| Дания (Hitlisten)                      | 32             |
| Нидерланды (Album Top 100)             | 58             |
| Финляндия (Suomen virallinen lista)    | 13             |
| Франция (SNEP)                         | 112            |
| Германия (Offizielle Top 100)          | 82             |
| Италия (FIMI)                          | 100            |
| Новая Зеландия (RMNZ)                  | 19             |
| Норвегия (VG-lista)                    | 10             |
| Швеция (Sverigetopplistan)             | 11             |
| Великобритания (UK Albums Chart)       | 71             |
| США (Billboard 200)                    | 38             |
| США (Billboard Independent Albums)     | 23             |
| США (Billboard Top R&B/Hip-Hop Albums) | 16             |

| Чарт (2018)                | Позиция |
| -------------------------- | ------- |
| Швеция (Sverigetopplistan) | 33      |

## Сертификации
| Регион                                                                      | Сертификация | Продажи |
| --------------------------------------------------------------------------- | ------------ | ------- |
| Дания (IFPI Danmark)                                                        | Золотой      | 10 000  |
| Великобритания (BPI)                                                        | Золотой      | 100 000 |
| США (RIAA)                                                                  | Золотой      | 500 000 |
| Данные о продажах + прослушиваниях приведены только на основе сертификации. |              |         |